# 生活在树上
《生活在树上》是中华人民共和国2020年7月普通高等学校招生全国统一考试中，浙江省一名考生在语文学科考试中创作的考场作文。该文大量引用冷门的名人名言和冷僻字词，在高考作文评卷中，第一位阅卷老师给分39分，第二、三位老师给分55分，最终经复审得满分60分。
该文被浙江教学月刊社《教学月刊》微信公众号发布到网络后便走红，有网友开展对本文的改编、“翻译”。同时也引发了舆论争议，各方学者看法不一，网友也争论不休。一方认为文章实际内容空洞，没有主题思想，且令人费解、不知所云，有堆砌概念之嫌；另一方则认为文章超出了普通高中生的理解范围，用词典雅，文章内容深刻、文意值得回味，体现了中华文化的博大精深。
对该文的探讨也延伸到高考语文作文走向、高考语文制度等方面。后有网民质疑评卷中存在利益输送，并实名举报担任浙江省高考作文阅卷组组长多年、在《教学月刊》中点评该文章的陈建新。浙江省教育考试院表示，评卷工作没有问题，利益输送问题正在调查，但陈建新因泄密被暂停参加国家教育考试工作。

## 背景

### 作文题目及评价
每个人都有自己的人生坐标，也有对未来的美好期望。
家庭可能对我们有不同的预期，社会也可能会赋予我们别样的角色。
在不断变化的现实生活中，个人与家庭、社会之间的落差或错位难免会产生。
对此，你有怎样的体验与思考？写一篇文章，谈谈自己的看法。

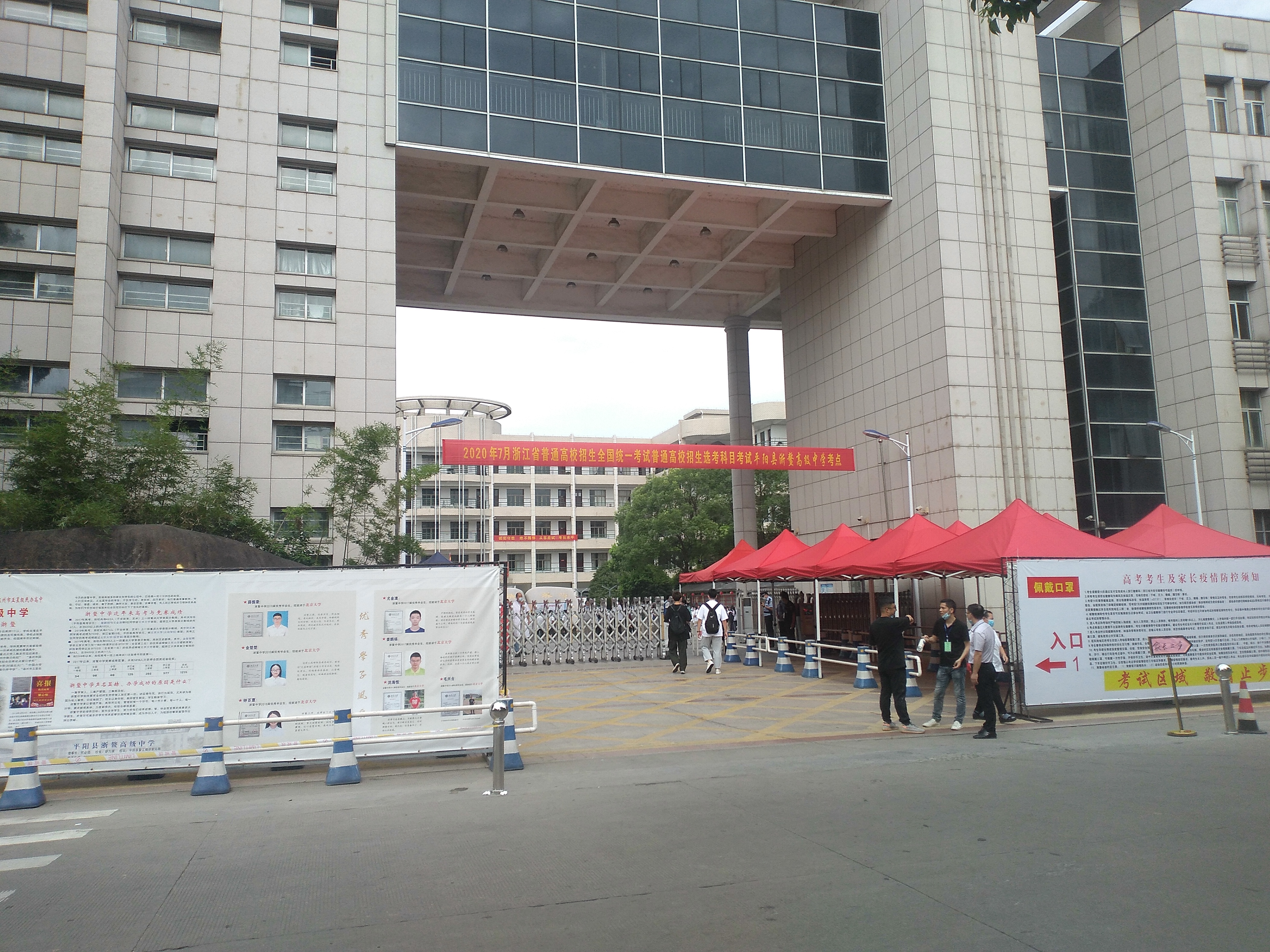
2020年7月7日上午8时许，浙江省平阳县考区平阳县浙鳌高级中学考点大门口。

2020年7月普通高等学校招生全国统一考试，即2020年高考，于2020年7月7日至10日在中华人民共和国全国范围内举行。北京时间（UTC+8）7月7日上午9时至11时30分，浙江举行语文科考试。浙江高考作文题为半命题作文，要求考生围绕一段主题为“人生坐标和现实变化”的材料，自行选择角度写作。
杭州学军中学教师陈如意评价题目时称，今年浙江高考作文重在引导考生思考“自我蓝图”与“他者（家庭、社会）预期”的关系，是处于人生分岔口的考生要直面的，不但真实而且“复杂”。而材料也为学生留足了选择的空间，凸显对“辩证思维”的考查，要求考生呈现与自我的对话。慈溪中学杨巧琳则评价说，题目在话题呈现上循序渐进，由易到难，贴近现实生活，且开放度较大。考生容易有话可说，但又具有区分度，能体现思维在辩证性、深刻性、丰富性上的差异。浙江大学附属中学校长申屠永庆则称，题目其实是检验考生的人生格局，认为“一个胸无大志的人，一个没有责任感的人，一个以自我为中心的人，不可能写好”。

### 改卷模式
与过去数年相同，本次高考作文评卷采取网上评卷方式。本次高考评卷中，主观题评卷由系统随机向评阅组教师提供答卷图像，由评阅组教师进行评阅和给分。每道试题必须经2名以上评卷教师分别打分，若2人给分差值超出系統預設的范围，系统会自动将题目给第3个教师评阅。浙江省的语文科目评卷组组长楼含松教授称：“语文科目试题主观性较强，评卷组先进行试评，统一评分标准并制订细则，其他教师学习后进行试评和讨论，其中主观性最强的作文试评达到2天。”浙江共有2700余名教师被选调参与高考评卷，他们均为有较高本学科业务水平的大学教师，或教龄三年及以上、具有中学一级教师及以上职称的在职在编高中现任教师。

### 首发文章机构
浙江教学月刊社由浙江外国语学院主管、主办，于1979年在杭州成立，编辑出版《教学月刊·中学版》《教学月刊·小学版》《作文新天地》等报刊。高考阅卷工作结束后，《作文新天地》编辑部联合浙江省写作学会，在教学月刊微信公众号上推出“高考作文阅卷组长评高考满分作文”系列稿件。

### 阅卷组长
陈建新为浙江省写作学会副会长兼秘书长、浙江大学副教授。他已担任浙江省高考作文阅卷大组组长20年，几年前已从浙大退休。事发后，一些自媒体戏称其为“浙江高考作文之父”。他曾主编多本高考作文辅导书籍并销售，如定价59元、2019年12月第一次印刷的《高考作文实战实训》，附有高考满分作文范文、点评等。另一本《论述类文章精选精评》定价30元，内容分为五部分，2017年出版的最新修订版中加入“2017年高考作文阅卷标准”。他曾在浙江多地做高考作文指导讲座，讲座中还曾指出切忌套话作文，反对矫揉造作的文风。

## 爆红过程及后续
2020年8月2日，《教学月刊》杂志社通过其官方微信公众号，对外发布了作文《生活在树上》。陈建新给出了点评。同时文章还介绍称，阅卷期间，第一位阅卷老师只给该文打了39分，第二位阅卷老师给到55分。系统自动将文章提交给第三位阅卷老师后，后者同样给出55分。最终作文审查组开展复审，给《生活在树上》打出60分的满分成绩。陈建新称，作文审查组老师认真细读了这篇作文，一致给出高评，认为把此文打成满分展现了浙江高三学生的作文水准。
该满分作文发布后，引发了网友热议，新浪微博上#生活在树上#、#高考作文考察学生什么能力#、#人大教授评满分作文生活在树上#等相关话题阅读量均迅速过亿。3日下午，微信上《生活在树上》的原文章已被删除。同日，《作文新天地》主编向《北京青年报》记者回应称，点评文章是编辑部向陈建新的约稿；陈建新则表示不便接受采访。4日，杂志社工作人员告诉澎湃新闻记者，文章来自作文阅卷组，杂志社原计划持续发布满分作文，但考虑到浙江高考招生工作正在进行，又因为“一些技术原因”，决定删除文章，至于后续是否继续更新还未确定。同日，浙江省教育考试院一位工作人员表示，他们正在了解情况中。同日，封面新闻记者致电浙江省教育考试院，工作人员称文章的评卷程序没有任何问题。
在事件逐渐发酵后，对作文的评论转变为对高考语文作文的探讨和争议，更有网民质疑评卷中存在利益输送行为。8月8日，武汉退休媒体人李未熟在其个人微信公众号上发文，并向浙江省教育考试院实名举报。文章中称，陈建新既担任高考作文阅卷组长，又编写了高考作文指导书、开设高考作文指导讲座等，指其“既做教练员又当裁判员”。9日下午，李未熟表示接到考试院的电话，确认对方收到举报材料，并已开始着手调查。12日，《新京报》报道称，陈建新回应表示个人不发表意见，相信组织和领导会给自己一个公正合理的结论。
8月13日，浙江省教育考试院发布通报，表示今年语文评卷组高考作文的成绩评定过程符合评卷工作规范，但陈建新未经允许擅自泄露作文答卷和评卷细节，严重违反评卷工作纪律。根据《国家教育考试违规处理办法》第十三条第九款的规定，浙江省教育考试院决定停止其参加高考评卷等国家教育考试工作。针对网民反映的问题，还在进一步调查中。

## 内容
|            | 现代社会以海德格尔的一句“一切实践传统都已经瓦解完了”为嚆矢。滥觞于家庭与社会传统的期望正失去它们的借鉴意义。但面对看似无垠的未来天空，我想循卡尔维诺“树上的男爵”的生活好过过早地振翮。 |
| ——本文开头 | |

|            | 用在树上的生活方式体现个体的超越性，保持婞直却又不拘泥于所谓“遗世独立”的单向度形象。这便是卡尔维诺为我们提供的理想期望范式。生活在树上——始终热爱大地——升上天空。 |
| ——本文结尾 | |

《生活在树上》全文共918字，主题被理解为“年轻人不应该过于自满，少指手画脚、多体验生活”。文中大量引用文学家和哲学家的观点和名言，文中先后提到马丁·海德格尔、伊塔罗·卡尔维诺、阿拉斯代尔·麦金泰尔、马克斯·韦伯、弗里德里希·尼采、切斯瓦夫·米沃什、路德维希·维特根斯坦等的观点、名言。并夹杂大量冷僻字词，如开头中的“嚆矢”、“滥觞”、“振翮”，结尾中的“婞直”，文中的“孜孜矻矻”等，还有「实践场域」、「理想期望范式」等学术性表達。

## 社会反应及评价

### 舆论评价
文章在网络流传开来后便引发全民探讨，各方学者看法不一，网友也争论不休。一方认为文章实际内容空洞，没有主题思想，且令人费解、不知所云，有堆砌概念之嫌；另一方则认为文章超出了普通高中生的理解范围，用词典雅，文章内容深刻、文意值得回味，体现了中华文化的博大精深，同时认为应该允许多样化的文章存在。

#### 正面评价
首发本文的微信网页中，浙江省高考作文阅卷大组组长、浙江省写作学会副会长兼秘书长、浙江大学副教授陈建新首先表示，在他几十年的高考作文阅卷生涯中，这是一篇极少能碰到的考场作文。之后点评称，文章中文字的老到和晦涩同在，思维的深刻与稳当俱备；文章从头到尾逻辑严谨，说理到位，没有多余的废话。随后坦言，这样的文字较易令人看不懂。谈到作文审查组给出满分时，他认为这种做法“不仅是给予这篇作文恰如其分的分数，也是展现浙江高三学生的作文水准”，指出写成这样的作文，需要考生阅读大量书籍；文字表达的学术化也非一般高中学生能做到的。最后，他表示，不希望同学们模仿这种晦涩。
文章在网络流传后，本文的支持者称本文内容深刻；文意值得回味，字意值得细查，演绎了汉字的博大精深，也认为本文摆脱了一般高考作文的框架；同时，也有支持者认为，作者作为高中生，其阅读量之大、思想之深刻实属难得。传媒人朱学东在微博评论称，高考作文考主题、围绕主题的展开的逻辑演绎、遣词造句能力三方面，这篇作文在这三方面均够格。“不是说每个人都要这样学，但是，出现了，罕见，更应该鼓励。”中国人民大学文学院教授杨庆祥接受梨视频采访时，认为给满分这种举动值得肯定：“这并不是说鼓励大家都去写这样的作文，而是鼓励大家按照自己的兴趣，按照自己的个性，写出有个性化的，不是千篇一律的这种作文。”除了文章的内容、逻辑等方面，复旦附中语文高级教师王希明认为文章“在树上”这一构思形象有新意，文章旁征博引也值得提倡。浙江省中学语文特级教师褚树荣更称赞作者阅读的深度，指其“有哲学偏好和特长”。
对于持负面评价者，支持者则认为不能因为看不懂，就随意批判他人文章故弄玄虚毫无价值。《现代快报》刊登评论，认为这种“立场先行”的评判逻辑并不公允，声称“写作是一种能力，阅读则是另一种能力”“只有双方能力适配，方能产生共鸣”。对于质疑本文“炫技”的评论，支持者则引用本文中的语句“这种偏见的傲慢更远在知性的傲慢之上”作为回答，更指责他们可能是把对社会的假大空现象的不满投射其中。上海市正高级教师、语文特级教师王白云说，“满分”往往只是一个“相对而言”，“生涩”与“张扬”是年轻人的特权。他同时痛批事件中的“键盘侠”和评论家，质疑他们没有“以教学的、育人的视角去研究作文、去考量整件事情的背景与后果”。

#### 负面评价
文章引人诟病之处，在于其对思想家之理论可能生吞活剥，且引用过多术语导致全文艰涩难读，引用材料过于泛滥。不少网友认为本文不值得得到高分。反对本文的网友评价说，文章的“每句话好像都有道理，但读完之后感觉很空泛”，认为是在咬文嚼字，更有人称本文“堆砌概念，不知所云”“不说人话”，是“华而不实的故意掉书袋”，更有人质疑作者“炫技”。还有网友打趣说“阅卷老师是因为看不懂所以就给了满分的么？”“仿佛在考长难句解析”。针对文中大量生僻字词，如首段中的“嚆矢”一词，有人直呼只认识“矢”字，不认识“嚆矢”两个字。针对引用大量冷门名人名言，网友认为作者不一定真的知道这些话的意思，指出本文堆砌辞藻。
浙江大学一位教育学博士认为这篇作文的作者的积累不少，但文章有些堆砌：“如果我18岁，大概会觉得这是一篇惊世之作。但在经历多了一点之后，再回头看这个作文，会觉得有点八股。潜台词是这次就算了，请不要盲目跟风效仿。”《中国青年报》首席评论员、传媒人曹林撰写长文，认为满分作文如果以此为导向，是“一种侮辱”，指出满分作文应有文字和思想的通透性。佛山市中学语文教学专业委员会副理事长李剑平则指出，隐晦的典故、太生僻的词语容易成为阅卷老师的扣分项，词句晦涩将导致文章阅读中始终带有一种“陌生感”。华东师范大学国际汉语文化学院副教授成玮更批评说，这篇作文本身不仅引文堆砌、用词晦涩，流于炫耀，而且充满不知所云的断语，流于不诚实；还批评网民更没必要看见几段引用、几个生僻词就鼓掌喝彩。
除批评本文的空泛，广东外语外贸大学创意写作中心执行主任朱志刚评价说本文在事实论据方面有所欠缺，事实性材料很少，且缺少真实丰富的细节支撑，整篇文章的观点、论点远多于事实材料。

#### 同时持正面和负面评价者
在赞同文章质量和考生素质的同时，四川大学文学与新闻学院教授蔡尚伟同时认为打出的满分也有偶然性，本文客观来说仍存在不足，值得商榷。作家洁尘也认为该生的阅读量超过同龄人，但这种文风不值得提倡。《光明日报》发文称，从成年人或成熟写作者的角度来看，本文难称佳作，但这只是一篇高中生应试作文，他没有受过专业的训练；且高考作文用时普遍仅一个小时，在高压的考试环境下，写出本文并不容易。作家马伯庸在新浪微博发文称，这篇文章很难用“满分作文”或者“烂作文”来简单地评价，他称赞作者必有前途，本文中的生僻词、生僻典故和生僻表达都用对了地方；但没有这个必要，可以用平实的词语替代。他认为，真正的问题，出在阅卷老师身上。这一评论后来遭到屏蔽，无法查看。

### 其他反应
针对《生活在树上》的晦涩难懂，有一些网民把这篇文章翻译成正常的版本，并加上注释。8月2日晚，周玄毅（武汉大学外国哲学副教授）在微博用通俗白话将本文翻译了一遍，如第一段翻译为：“现代人最常见的困惑是，传统已经不灵了，所以没根；可是要说自由自在呢，还能上天不成？像这样又不接地气，又不能随便浪，该怎么办呢？诶，我灵机一动：住树上呗。”8月6日，武汉六中语文高级教师杨幼萍也创作了“翻译稿”。也有网民进行仿写、改编。
有人将本事件同陈独秀中秀才的事情联系在一起。清光绪二十二年（1896年），17岁的陈独秀为应付家人的期望前去参加院试，出题者以“鱼鳖不可胜食也材木”为题，让考生就此写八股文。陈独秀自称当时“用不通的文章来对付”，把文选上所有鸟兽草木的难字和《康熙字典》上荒谬的古文拼凑起来，最终被取为秀才。
类似的一些高考作文也被网民发掘出来，如2001年江苏省高考满分作文《赤兔之死》，作者是当年江苏高考考生蒋昕捷，该文采用古白话文体，讲述赤兔马誓死追随名将关羽的故事，当年轰动一时，而网民更多看好《赤兔之死》而非《生活在树上》。还有网民发现了2007年江苏省的一篇高考作文《怀想天空》，并将其与《生活在树上》对比。阅卷时，第一位改卷老师给36分，第二位老师给42分，第三位老师给38分，而最后时任江苏省高考语文阅卷组组长、南京师范大学教授何永康给出了53分的高分。网民评价说两篇文章是两个极端，一篇太华丽了，一篇太朴素了，而更多网民相比之下更喜欢《怀想天空》。何永康曾点评称：“此文很典型，不事张扬，……只是极为朴实地记述了父亲割麦、自己割麦的情景，然而它真实、本色、真情、纯净，一板一眼地道来。”

## 评卷争议

### 对高考语文制度的探讨
社会舆论由本事件延伸到对高考语文制度的探讨，新浪微博上「#高考作文考察学生什么能力#」的话题阅读量过亿。作家何大草评价说，高考以考过关为原则，考生冒险写了这篇文章并得了满分，对他来讲已经成功了；并赞赏学生的聪明和胆大。马伯庸也有类似看法：“考生必须施展浑身解数，在极短的时间内给阅卷老师提供一个兴奋点，这个兴奋点要鲜明、清晰、高级并且与众不同。所以写高考作文，策略和平常写文章不一样。”
另一方面，中央财经大学新闻系副主任陈端指出，如果没有遇到看得懂这篇文章的阅卷老师，文章也有可能不被发现，出现“明珠蒙尘泯然于众”的情况，这种文风并不适合作为导向标杆在高考作文中提倡。有人担忧本文得满分，意味着考生可以“准备几篇极力堆砌辞藻而言之无物的文章，只需要中间夹杂几句点题的话，就可以应对任何作文题目”。通过这一现象，《南方都市报》发表的社论中也进行了反思：本文按照高考作文的要求、阅卷标准和其他高考作文的横向比较，大概可以得到满分，而如果通篇使用平实的语句，表达同样的观点，很可能不能获得满分，而作者日常写作时也不会这样写。南都用“吊诡”一词形容这种现象，并呼吁重新反思高考作文究竟考的是什么、是否与语文教育的目标相吻合。
在谈到舆论对此事的关注时，21世纪教育研究院副理事长熊丙奇指出，近年来的高考作文强调思辨，而一般学生很难有深度的思辨，这篇作文得到高分也主要是因为其思想性和严密的逻辑。他还称，评价作文是教育领域的专业事务，网友大多不专业，大家不能用一个标准要求所有作文。《扬子晚报》记者采访江苏的一位资深阅卷专家，后者称，拿“一刀切”的标准去要求高考作文过于教条，指出“思想、认识、见解和表达都应该百花齐放”。但四川大学文学与新闻学院教授易丹则称，高考阅卷老师有自己的标准，不一定是大众的标准；同时认为有争议反而是好事。此外，湖南红网“红辣椒评论”栏目则认为，看似一波三折的打分过程，其实蕴涵着一种公平公正的选拔人才的精神，本次作文的打分过程彰显了高考公平公正的精神。

### 对保密性的探讨
8月5日，教育部聘中小学语文教材总主编温儒敏在微博中发文指出，高考阅卷评分应当有保密性，所有参与阅卷者均不得向外透露阅卷情况，指出本作文第一时间在刊物上披露“是违规的”。还有教育专家喊话浙江省教育考试院“站出来回应公众的质疑”。

### 对利益输送问题的探讨
李未熟在其公众号的发文中，质疑作文写作者和陈建新为师生关系，批评陈建新“害人不浅”，怀疑评卷过程中存在利益输送。中国教育在线总编辑陈志文认为，高考阅卷人出去做讲座、出一些相关的书籍的行为是否违规，需相关部门回答、决定。熊丙奇则指出，仅仅以出版图书、参与讲座，就认定陈建新违规“并非理性讨论问题”。他认为，解读阅卷标准属于服务考生，由阅卷组组长担任主编，出版有关作文指导书籍，并不违反规定。